# The Banker
The Banker — британський професійний журнал, присвячений фінансам і банківській справі. Заснований у 1926 році. Виходить щомісяця. Мова видання: англійська.

## Загальні відомості
Вперше журнал вийшов у світ в січні 1926 року. Його засновником і першим редактором був Брендан Брекен (1901—1958), який згодом став міністром інформації в уряді консерваторів (1941—1945) і головою правління Файненшл таймс (1945—1958).
З моменту свого заснування журнал спрямований на висвітлення питань міжнародної перспективи через численні аналітичні матеріали, інтерв'ю, мультимедійні застосунки і опис подій. The Banker є провідним у світі банківським і фінансовим ресурсом, який читають більш ніж у 180 країнах світу і є основним джерелом даних і аналітики для відповідної галузі.
Він поєднує в собі глибоке висвітлення фінансового ландшафту за регіонами і країнами з оглядами і доповідями про глобальні фінансові ринки, регулювання і політику, управління грошовими коштами та цінними паперами, фінансування сировинної і нафтогазової промисловості, інфраструктуру і проектне фінансування, торгівлю і технології, кліринг та розрахунки, менеджмент і управлінські питання.
Більшість читачів The Banker працюють в банках, фінансових установах, ТНК, центральних банках і міністерствах фінансів по всьому світу. Приблизно 60 % його читачів займають посади
головних виконавчих директорів (CEO) і фінансових директорів (CFO).

## Нагороди і рейтинги, що публікуються журналом
- The Banker Awards — щорічна нагорода для найкращих фінансових інститутів у світі.
- Топ 1000 світових банків — рейтинг найбільших у світі фінансових інститутів.

### Топ 1000 світових банків
Нижче наведений список 10 найбільших банків світу із рейтингу «Top 1000 World Banks», станом на 2013 рік.
| Позиція | Банки                                   | Країна          |
| ------- | --------------------------------------- | --------------- |
| 1       | Industrial and Commercial Bank of China | КНР             |
| 2       | JPMorgan Chase                          | США             |
| 3       | Bank of America                         | США             |
| 4       | HSBC                                    | Велика Британія |
| 5       | China Construction Bank                 | КНР             |
| 6       | Citigroup                               | США             |
| 7       | Mitsubishi UFJ Financial Group          | Японія          |
| 8       | Wells Fargo                             | США             |
| 9       | Bank of China                           | КНР             |
| 10      | Agricultural Bank of China              | КНР             |

## Головні редактори з 1926 року
Журнал очолювали відомі фінансові журналісти:
- 1926-1937 — Брендан Брекен (Brendan Bracken, 1901—1958)
- 1937-1946 — Вільям Менінґ Дейсі (W. Manning Dacey,1907-1964)
- 1946-1966 — Вілфред КінҐ (Wilfred King, 1906—1966)
- 1966-1972 — Вільям Кларк (William Clarke, 1913—2011)
- 1972-1979 — Роберт Прінґл (Robert Pringle, *1939)
- 1979-1987 — Колін Джонс (Colin Jones, 1929—2005)
- 1987-1992 — Ґевін Шрів (Gavin Shreeve)
- 1992-2003 — Стівен Таймвел (Stephen Timewell)
- з 2003 — Браєн Каплен (Brian Caplen)

## Редактори
- Редактор — Браєн Каплен (Brian Caplen)
- Почесний редактор — Стівен Таймвел (Stephen Timewell)
- Сильвія Павоні (Silvia Pavoni) — економіка
- Джейн Купер (Jane Cooper) — Азійсько-тихоокеанський регіон; транзакційний банкінг
- Пол Воллес (Paul Wallace) — Африка; ринки капіталів
- Мелісса Генкок (Melissa Hancock) — Близький Схід
- Ґійом Гінґель (Guillaume Hingel) — дослідження
- Дуйгу Таван (Duygu Tavan) — технології
- Адріан Бьюкенен (Adrian Buchanan) — база даних.

## Засновник і видавець
Засновник - Файненшл таймс (Pearson PLC)

Видавець - компанія The Financial Times Ltd.

Адреса редакції: 1 Southwark Bridge London SE1 9HL

51°30′26.36″ пн. ш. 00°05′40.85″ зх. д. / 51.5073222° пн. ш. 0.0946806° зх. д.